# Jan Koum
Jan Koum  (en ucraniano: Ян Кум) (Kiev, 24 de febrero de 1976) es un emprendedor y programador de ordenadores de origen ucraniano nacionalizado estadounidense.Es el exCEO y cofundador de WhatsApp (con Brian Acton), empresa que vendieron a Facebook en 2014 por 22 000 millones de dólares. Desde entonces posee una de las 100 mayores fortunas de Estados Unidos.

## Biografía
Koum nació en Kiev, Ucrania (en ese entonces en la Unión Soviética). Es de origen judío. Creció en Fastiv, en los alrededores de Kiev. Se mudó con su madre y su abuela a Mountain View, California en 1992, donde un programa de apoyo social ayudó a la familia a conseguir un pequeño apartamento de dos dormitorios, cuando tenía 16 años. Más tarde, su padre había pretendido unirse a la familia, pero no pudo salir de Ucrania. Finalmente, falleció en 1997. Al principio la madre de Koum trabajaba como niñera, mientras él trabajaba como personal de limpieza en un supermercado. Su madre falleció en el 2000, tras una larga batalla contra el cáncer.
A la edad de 18 años, se interesó en la programación; se inscribió en la Universidad Estatal de San José y simultáneamente trabajaba en la empresa de servicios profesionales Ernst & Young como probador de seguridad en software. En 1996, se unió a un grupo de hackers denominado w00w00, donde conoció a los futuros fundadores de Napster: Shawn Fanning y Jordan Ritter.
En febrero de 1996, fue levantada una orden de restricción contra Koum en el tribunal estatal de San José, California. Una exnovia detalló incidentes en los que decía que la acosaba verbal y físicamente. En octubre de 2014, Koum habló sobre la orden de restricción:

Estoy avergonzado de la manera en que actué, y avergonzado porque mi comportamiento le forzó a tomar una acción judicial".
Jan Koum

En 1997, conoció a Brian Acton mientras trabajaba en Ernst & Young.

## Yahoo!
En 1997, fue contratado por Yahoo! como ingeniero de infraestructura, por lo que decidió abandonar sus estudios. Los nueve años siguientes, trabajó junto a Acton. En septiembre de 2007, abandonaron Yahoo! y Koum se tomó un año sabático, haciendo turismo por América del Sur y jugando ultimate frisbee. Ambos aspiraron a trabajar en Facebook, pero no fueron admitidos.

## WhatsApp y Facebook
En enero de 2009, Koum compró un iPhone y entonces se dio cuenta de que la tienda de aplicaciones de Apple, que en ese entonces tenía siete meses de creada, podría llegar a ser una nueva industria de aplicaciones. Visitó a su amigo Alex Fishman para hablar durante horas sobre la idea de una aplicación. Koum inmediatamente escogió el nombre WhatsApp, porque suena parecido a "What's Up", que en español significa ¿qué pasa?, ¿qué hay?; y una semana más tarde en su cumpleaños, inauguró WhatsApp Inc. en California.
Al inicio, fue muy popular, pero su fortuna inició después de que Apple añadiera a las aplicaciones notificaciones en junio de 2009. Koum cambió WhatsApp a Ping, por lo que Alex Fishman y sus amigos utilizaban WhatsApp como herramienta de mensajería en lugar del SMS. La aplicación obtuvo más usuarios, y Koum convenció a Acton, el cual continuaba desempleado, para unirse a la compañía. Koum le concedió a Acton el estatus de cofundador, después de que este lograra gestionar $250,000 en capital semilla.
WhatsApp se popularizó en muy poco tiempo, y esto llamó la atención de Facebook. Su fundador, Mark Zuckerberg, primero se contactó con Koum en la primavera 2012. Los dos empezaron a conocerse en una tienda de café en Los Altos, California, entonces hubo una serie de cenas y paseos en los cerros de Silicon Valley.
El 9 de febrero de 2014, Zuckerberg invitó a Koum a cenar en su casa y formalmente proponerle comprar WhatsApp. Diez días después, Facebook anunció la adquisición de WhatsApp por $19 mil millones.
En la primera mitad de 2016, Koum vendió más de $2.4 mil millones en acciones  a Facebook, lo cual era aproximadamente la mitad de sus pilares. En abril de 2018, anunció que dejaba WhatsApp y se alejaba del grupo directivo de Facebook debido a diferencias que surgieron Originalmente, se pensó que abandonando la compañía perdería sus abastecimientos, valorados alrededor de $1 mil millones. Sin embargo, meses después, se descubrió que Koum seguía siendo empleado de Facebook, ganando $450 millones en abastecimiento a través de un método denominado "rest and vest".

## Fortuna personal

### Evolución
En 2014 entró directamente en el puesto 62º de la lista Forbes de millonarios estadounidenses, con una fortuna estimada en más de 7 500 millones de dólares.Para 2023, había doblado su capital a unos 15 100 millones y se situaba 44º en dicha lista.

### Filantropía y actividad política
En noviembre de 2014, Koum donó cerca de $556 millones la "Fundación Comunidad de Sillicon Valley", de la cual no se sabe a qué dedica los fondos. Donó un millón de dólares a la "Fundación FreeBSD", dedicada a apoyar el proyecto informático FreeBSD, su desarrollo y comunidad, a la que siguió apoyando con pequeñas cantidades en los años siguientes. También ha donado a dos universidades: 41 millones a Stanford y 1 millón a Fordham.
Koum dona cantidades significativas (140 millones solo en el ejercicio fiscal de 2019-2020) a organizaciones judías conservadoras, pro-israelíes y sionistas de Estados Unidos, Europa del Este e Israel, la mayoría ligadas al movimiento judío ortodoxo jasídico. Las más relevantes son:
- 17 millones a la European Jewish Association, a la que aporta casi todo el presupuesto, y 10,5 millones a la Federation of Jewish Communities of the CIS. Ambas organizaciones son jasídicas y llevaban a cabo actividad humanitaria en Ucrania antes de la invasión rusa.
- 6 millones a Friends of Ir David, una ONG que apoya a la arqueología y al descubrimiento de la historia en la antigua Jerusalén.
- 600 000 dólares a la Maccabee Task Force Foundation, fundada por Sheldon Adelson para fomentar el apoyo a Israel en las universidades estadounidenses.
- 175 000 al Central Fund of Israel, que ha sido acusado de apoyar a colonos israelíes violentos.
- 2 millones al grupo de presión sionista estadounidense American Israel Public Affairs Committee (AIPAC), para que influyese en las elecciones primarias del Partido Demócrata para el Congreso apoyando a candidatos favorables al gobierno de Israel. Fue la mayor donación individual al AIPAC en toda su historia, duplicando Koum el récord anterior.[17]

En 2023, Koum volvió a donar al AIPAC, esta vez 5 millones para las primarias de las elecciones de 2024.También donó cinco millones a la campaña presidencial de la republicana Nikki Haley.